# Eirón (La Coruña)
Eirón (llamada oficialmente San Fins de Eirón) es una parroquia del municipio de Mazaricos, en la provincia de La Coruña, Galicia, España.

## Entidades de población
Entidades de población que forman parte de la parroquia:
- Casais
- Corbeira (A Corveira)
- Cuíña
- Eirón
- Montellos
- Outeiro (O Outeiro)

## Demografía
| Gráfica de evolución demográfica de Eirón entre 2000 y 2018 |
|                                                             |
| Población de derecho según el padrón municipal del INE      |